# Marta Xargay
Marta Xargay Casademont (Girona, 20 de dezembro de 1990) é uma basquetebolista profissional espanhola, medalhista olímpica.

## Carreira
Marta Xargay integrou Seleção Espanhola de Basquetebol Feminino, na Rio 2016, conquistando a medalha de prata.